# Friedrich Dörries
Friedrich Carl Gustav Dörries (* 10. Juli 1852 in Hamburg; † 21. Februar 1953 in Volksdorf) war ein deutscher Forschungsreisender und Tierpfleger.

## Leben und Wirken
Friedrich Dörries war ein Sohn des gelernten Bäckers Friedrich Nicol Daniel Dörries (1822–1917). Der Vater arbeitete später 40 Jahre als Futtermeister im Hamburger Zoo. Während dieser Zeit erstellte er eine für die Wissenschaft bedeutende Sammlung von Vögeln und Schmetterlingen. Seine Ehefrau hieß Betti Wilhelmine (1827–1916). Dörries hatte die Brüder Henry Gustav D. (1861–1904) und Edmund D. (1865–1958), die als Präparatoren arbeiteten und teils gemeinsam mit Friedrich, teils alleine auf Forschungsreisen gingen.
Friedrich Dörries absolvierte eine Berufsausbildung zum Gärtner. Da sein Vater ein Interesse für Insekten- und Vogelkunde geweckt hatte, unternahm er am 19. Februar 1877 als Steward eine Überfahrt nach Ostasien. Dort wanderte er auf einer gefährlichen Route von Nagasaki nach Osaka und sammelte dabei 519 verschiedene Pflanzen. Mitte Juni 1877 bestieg er in Yokohama ein Schiff nach Wladiwostok. Von hier unternahm er gemeinsam mit seinem Bruder Henry weitere Reisen, während derer er seine ethnographische, ornithologische und entomologische Sammlung erweiterte.
Vom 15. Juli 1877 bis zum Winter 1878 lebten die Brüder auf der Vulkaninsel Askold, die als Paradies für Vögel und Insekten galt. 1879 wechselten sie zum Sui und lebten zumeist in der verlassenen Militärbasis Baranowski. 1880 und 1881 verbrachten sie am Ussuri, die größte Zeit davon in Kassewitsch. 1882 forschten sie rund 250 km von Chabarowsk entfernt am Bikin und kehrten 1883 nach Askold zurück. 1884 verbrachten sie auf Sidemi, gingen 1885 zur Mündung des Suifun und 1887 zurück zum Bikin. Im Dezember 1887 kehrten sie nach Deutschland zurück.
1889 ging Dörries gemeinsam mit seinem Bruder Edmund erneut auf Reisen, zunächst in das Kenteigebirge und ab Mai 1890 in die Gegend rund um Sutschan. 1892 zogen sie weiter in das Jablonowygebirge und reisten 1894 über Land von Moskau nach Nischni Nowgorod, Kasan und Tomsk zum Baikalsee, von dort weiter in das Choezier-Gebirge nach Nikolajewsk und Sachalin. Von dieser Reise brachten sie ungefähr 51.000 Lepidoptera mit, von denen 270 Arten als neu galten. Hinzu kamen 42.000 Käfer, 5500 präparierte Vogelbälger und Felle von Säugetieren, denen sich Experten annahmen. Die gesammelten Schmetterlinge übernahm Otto Staudinger, der sich darauf basierend mit der Fauna des Amurgebiets beschäftigte.
1897 ging Dörries nach Hamburg, wo er das Insektenhaus von Hagenbecks Tierpark leitete. Am 14. August desselben Jahres heiratete er Aline Lercher (1875–1931), mit der er vier Töchter hatte. Für Carl Hagenbeck unternahm Dörries danach zwei Reisen, um in dessen Auftrag Tiere zu fangen. Bei einer der Reisen fing er in Sibirien sechs Exemplare der Wapiti-Art Cervus canadensis Luedorfi/xanthopygus (Isubrahirsch), die für den Park des mit Hagenbeck befreundeten Lord Bedford (1858–1940) an seinem Landsitz Woburn Abbey in Bedfordshire gedacht waren. Dörries überführte diese Tiere erstmals lebend nach Deutschland.
Dörries ging im Alter von 81 Jahren in den Ruhestand. Er hinterließ Reiseberichte und ornithologische und entomologische Aufzeichnungen. 